# Chetogena tuomurensis
Chetogena tuomurensis là một loài ruồi trong họ Tachinidae.